# Otto Reimer

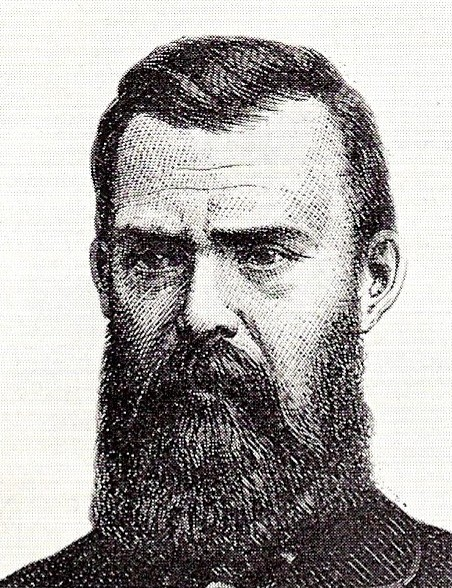
Otto Reimer

Otto Reimer (auch Georg Otto Reimers; * 26. Mai 1841 in Hildesheim; † 1. März 1892 in Hamburg) war ein deutscher sozialdemokratischer Politiker und Gewerkschafter.

## Leben
Reimer wurde nach dem Besuch der Volksschule Zigarrenarbeiter, machte sich später selbstständig, arbeitete als Zeitungsreporter und wurde schließlich Zigarrenhändler in Hamburg und Altona.
Im Jahr 1867 trat er dem ADAV und der Zigarrenarbeitergewerkschaft bei. Bereits im selben Jahr war er Bevollmächtigter der Gewerkschaft und zwischen 1873 und 1876 auch des ADAV in Hamburg. Zwischen 1874 und 1877 war er sozialdemokratischer Reichstagsabgeordneter für den Wahlkreis Provinz Schleswig-Holstein 9 (Oldenburg i. H.). Außerdem war er 1875/76 Mitglied des zentralen SAPD-Parteiausschusses. Nach dem Verlust seines Mandats und seiner Immunität wurde Reimer 1880 aus Hamburg ausgewiesen. Daraufhin emigrierte Reimer in die USA. Nach dem Ende des Sozialistengesetzes kehrte er nach Deutschland zurück und arbeitete ab 1891 bis zu seinem Tod als Mitarbeiter des Hamburger Echos.